# Harris County (Georgia)
Harris County is een county in de Amerikaanse staat Georgia.
De county heeft een landoppervlakte van 1.201 km² en telt 23.695 inwoners (volkstelling 2000). De hoofdplaats is Hamilton.
Het is opgericht op 14 december 1827.

## Bevolkingsontwikkeling

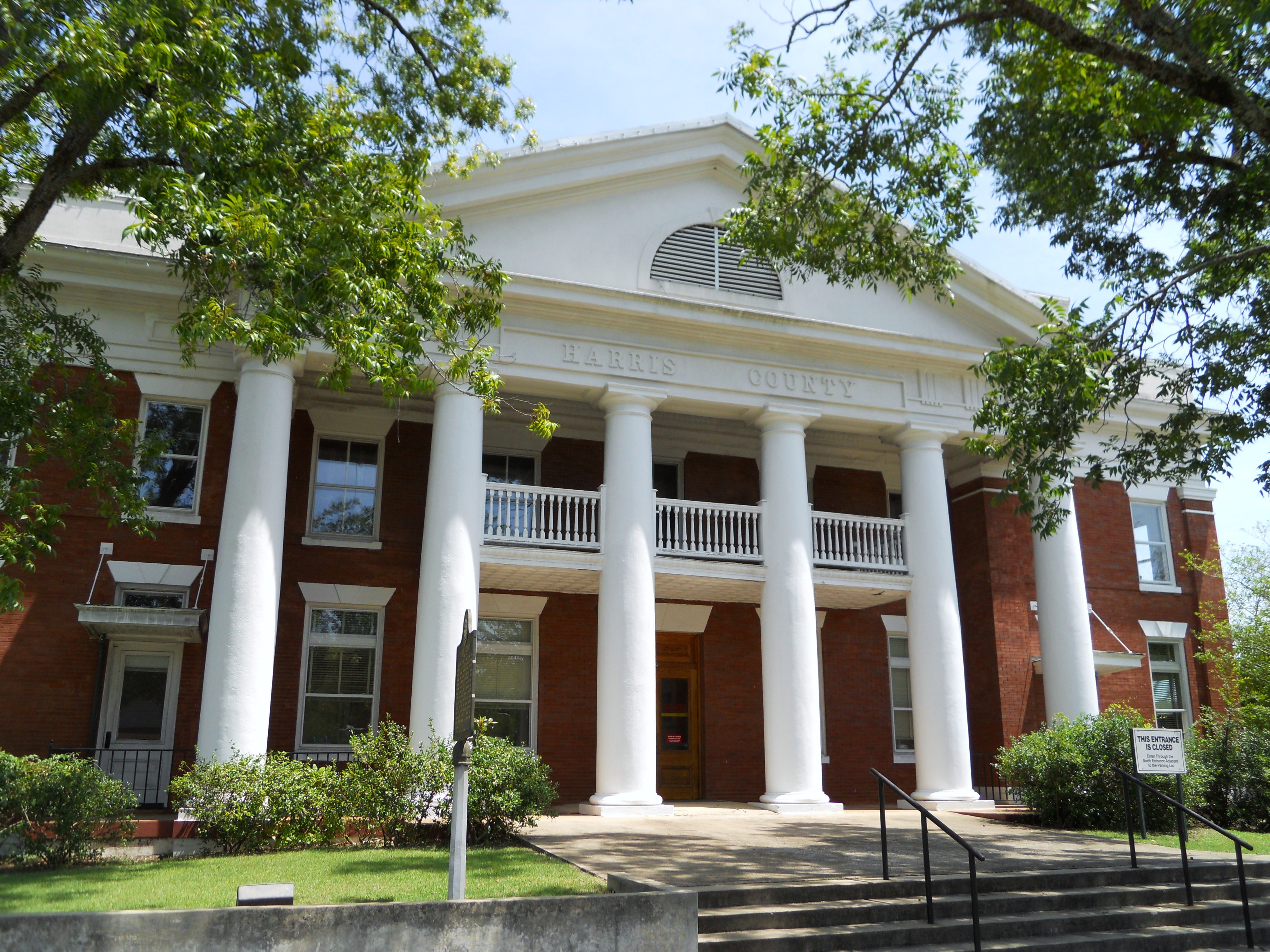
Harris County Courthouse